# Ystadsgatan

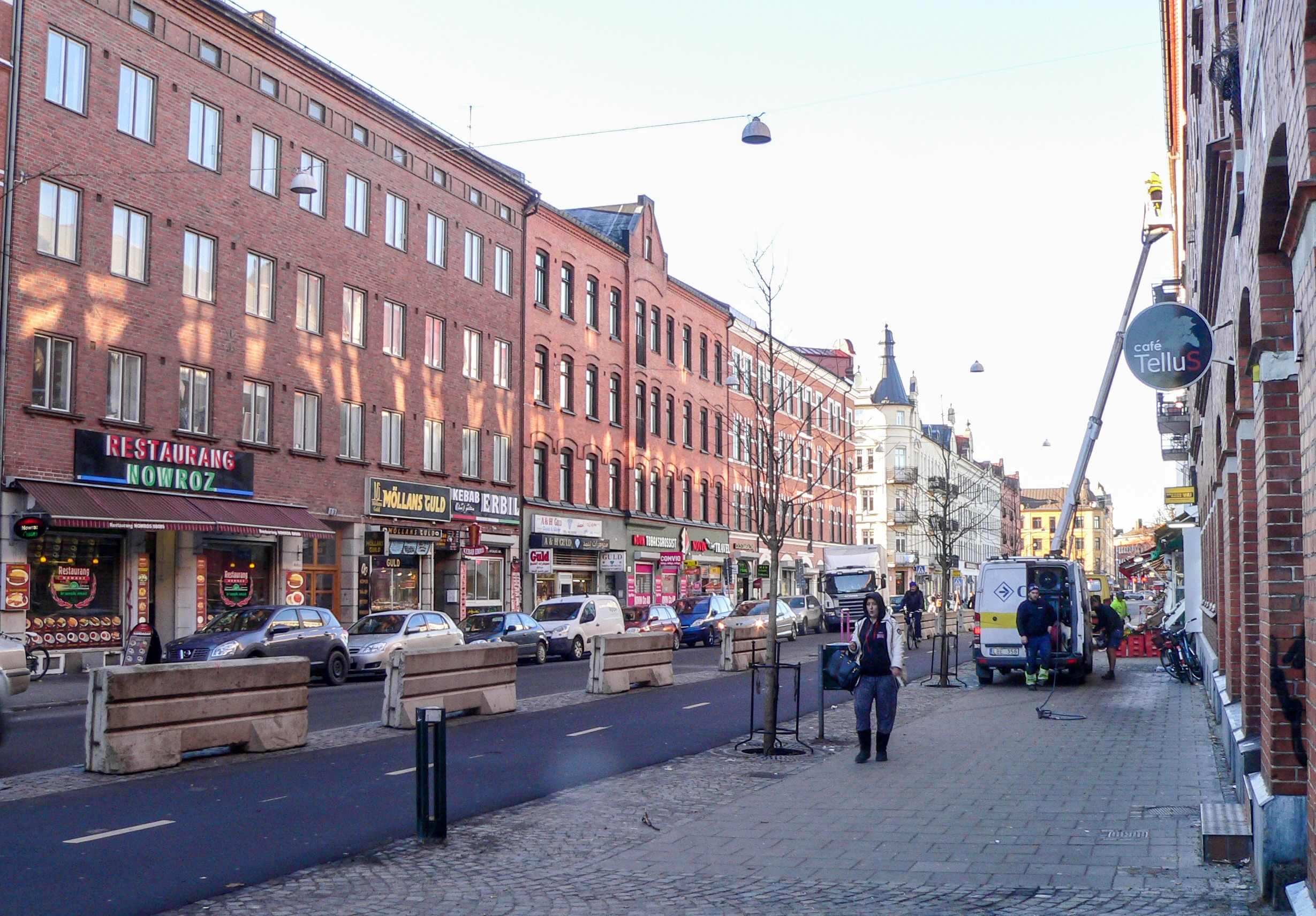
Ystadsgatan mor väster från Södra Parkgatan. Denna sträcka domineras av mindre restauranger och småbutiker med ett markant orientaliskt inslag, öster om Parkgatan glesnar dessa allt mer ut.

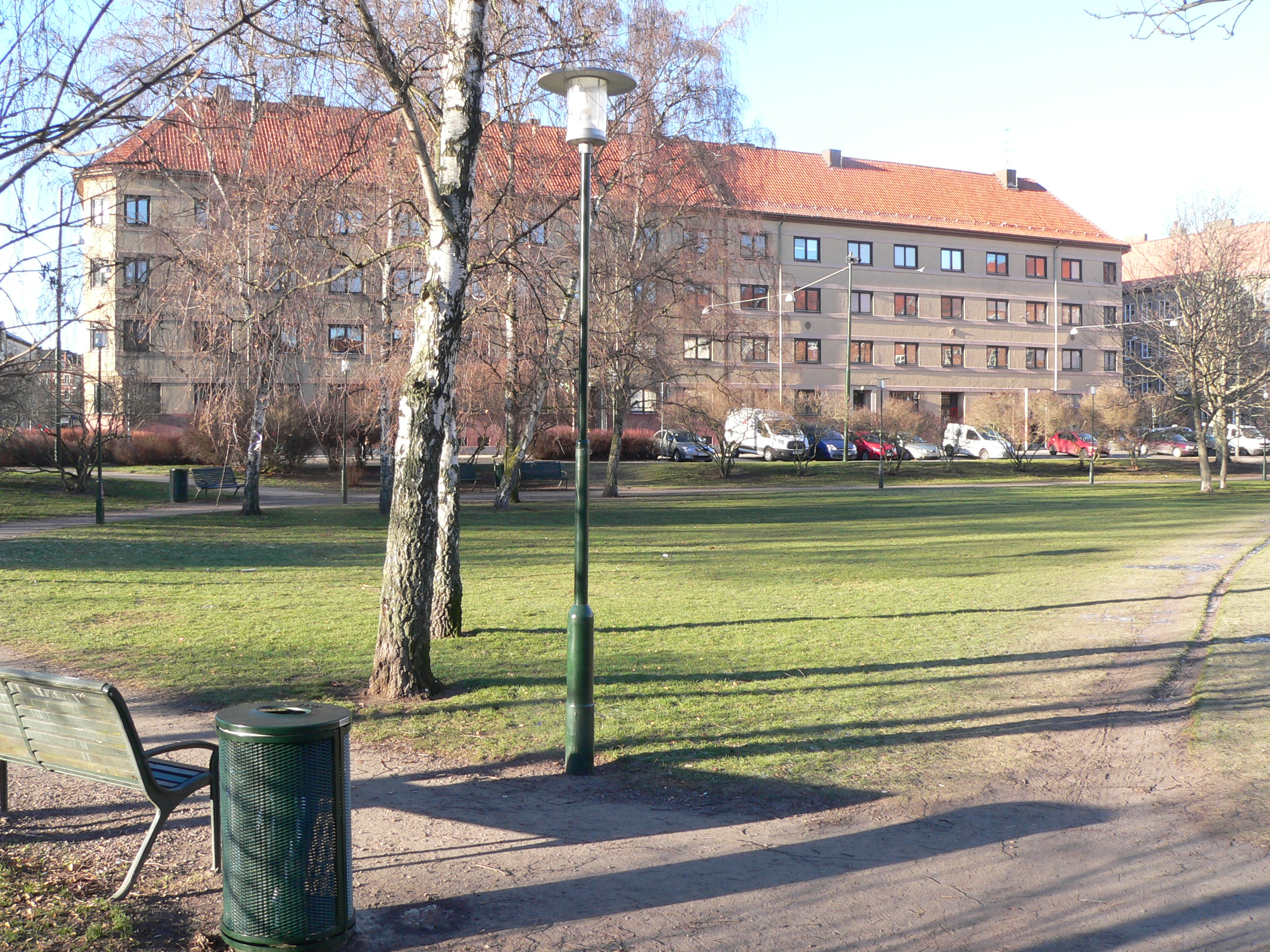
Vid korsningen av Ystadsgatan och Nobelvägen ligger grönområdet Falsterboplan, i folkmun "Jesusparken". Ystadsgatan går västerut längs vänstra bildkanten.

Ystadsgatan är en gata i Malmö som sträcker sig från Bergsgatan vid Möllevångstorget till Fagerstagatan i Sofielunds industriområde. Den är en huvudgata genom delområdena Möllevången och Norra Sofielund inom stadsområdet Innerstaden och korsar bland annat Södra Parkgatan, Nobelvägen och Lantmannagatan.
Ystadsgatan, som namngavs 1904, förlängdes 1955 genom att Rosengårdsgatan införlivades. Sistnämnda gata var namngiven 1932 och utgjorde en fortsättning av Ystadsgatan från Lantmannagatan till Norra Grängesbergsgatan. År 1970 utgick namnet Ystadsgatan öster om Fagerstagatan; denna del kom att utgöra ett specialområde för järnvägsändamål samt en återvändsgata västerut från Norra Grängesbergsgatan med namnet Annelundsgatan.
Ystadsgatan skall inte förväxlas med Ystadvägen, som är helt annan gata.